# Phelipara indica
Phelipara indica är en skalbaggsart som först beskrevs av Stefan von Breuning 1940.  Phelipara indica ingår i släktet Phelipara och familjen långhorningar. Inga underarter finns listade i Catalogue of Life.